# Once Upon a Time in Anatolia
Once Upon a Time in Anatolia (Originaltitel Bir Zamanlar Anadolu’da) ist ein Filmdrama des Regisseurs und Drehbuchautors Nuri Bilge Ceylan aus dem Jahre 2011.
In dem Kriminalfilm ermitteln Polizisten und ein Gerichtsarzt in einem Mordfall, suchen nach einer verschwundenen Leiche und können den Mörder am Ende überführen. Der Film vereint Elemente eines Roadmovies mit einer genauen Darstellung der türkischen Provinz und ihren Bewohnern, am Beispiel einer Gruppe von 40- bis 50-jährigen Männern. Ihre Gespräche kreisen um Banalitäten des täglichen Lebens, wie Essensrezepte, das Leiden an der Bürokratie, Beruf und Familie, Probleme der türkischen Gesellschaft,  berühren aber ebenso existentielle und weltanschauliche Themen des Menschen, Fragen von Schuld und Sühne und die Frage nach dem Tod.

## Handlung
In der Anfangsszene sieht man drei Männer abends in einer Autowerkstatt trinkend zusammensitzen. Einer von ihnen geht heraus um einen Hund zu füttern. Im Laufe des Films stellt sich heraus, dass dieser Mann das Opfer eines Mordes wurde und die beiden anderen die Tatverdächtigen sind.
In der Gegend um die Stadt Keskin in Anatolien ist spätabends ein Konvoi von drei Fahrzeugen unterwegs auf der Suche nach der  Leiche eines ermordeten  Dorfbewohners. Unter dem Kommando von Polizeikommissar Naci und Staatsanwalt Nusret sollen die beiden Tatverdächtigen die Polizei, den Staatsanwalt und einen Arzt zu dem Ort führen, an dem die Leiche vergraben liegt. Kenan, einer der Tatverdächtigen, kann sich jedoch nicht mehr an den genauen Ort erinnern. Er gibt vor, er sei an diesem Abend betrunken gewesen. So ist der Konvoi gezwungen, an mehreren Stellen zu halten. Während der Fahrt unterhalten sich die Männer über Themen wie beispielsweise Essen, Familienleben, Tod, Selbstmord, Bürokratie und ihre Arbeit.
In der Nacht macht der Konvoi in einem Dorf beim Dorfvorsteher Rast. Kenan behauptet dort, dass er mit der Frau des Ermordeten ein Kind hat. Am nächsten Tag findet die Truppe die gesuchte Stelle, die ein Hund  schon teilweise ausgegraben hat. Am Fundort sagt der zweite Tatverdächtige unter Tränen, dass er der Mörder sei, Kenan fordert ihn aber auf, still zu sein. Die Leiche wird ausgehoben, ihre Fesseln gelöst und zur Obduktion in ein Krankenhaus nach Kırıkkale gebracht. Dort kann die Polizei verhindern, dass Kenan von einigen aufgebrachten Bürgern angegriffen wird. Die Frau des Mordopfers steht mit ihrem Sohn vor dem Krankenhaus. Kenan wird von seinem mutmaßlichen Sohn mit einem Stein am Kopf getroffen.
Im Büro des Krankenhauses unterhält sich der Arzt mit dem Staatsanwalt Nusret. Nusret hatte ihm von der Frau eines Freundes erzählt, die während ihrer Schwangerschaft auf den Tag genau ihren Tod voraussagte. Sie starb scheinbar ohne Grund. Es stellt sich im Laufe der Unterhaltung heraus, dass sie wohl die Frau von Nusret selbst war und einen Grund für einen Suizid hatte.
Die Frau des Ermordeten identifiziert die Leiche als ihren ermordeten Ehemann. Bei der anschließenden Obduktion stellt sich heraus, dass der Mann lebendig begraben worden ist. Der Arzt nimmt diesen Befund nicht in seinen Bericht auf, möglicherweise um dem Täter eine Höchststrafe zu ersparen, vielleicht auch, um den Angehörigen die Gewissheit zu ersparen, dass das Opfer qualvoll erstickt ist. In der Schlussszene ist zu sehen, wie, während die Leiche weiter aufgeschnitten wird, der Arzt aus dem Fenster beobachtet, wie die Mutter mit ihrem Sohn an einem Schulhof vorbeigeht.

## Kritiken
In den Kritiken wurde das Werk Ceylans zum „Weltkino“ gezählt, der Regisseur zu den Großen des Autorenkinos, wie insbesondere Michelangelo Antonioni, wobei Ceylan ein „legitimer Nachfolger“ des Italieners sei, zu dessen Blow Up Assoziationen „schon wegen des Leichenphantoms unvermeidlich“ seien. Die Bilder des Films steckten „voller Schönheit und Strenge“, verführten zum Schauen. Mit einer schwermütigen Atmosphäre fesselnd, nehme der Film einen „sachten, schwebenden Gang, wie Bilder in einem Traum“, bewege sich zwischen den Lebenden und den Toten wie in der deutschen Romantik. Doch er „erfordert aufgrund der extrem langsamen Erzählweise aber viel Geduld“, das Publikum müsse in „Verstehensbemühungen“ investieren. Denn die Erzählung ziehe „seine Zuschauer in eine Art Sumpfmoor von Unsicherheiten, Rätseln und Zweifeln“ und meide eindeutige Wahrheiten. Bemerkt wurden eine leise Komik oder „Abschweifungen auch ins Komische“.
Für Barbara Schweizerhof von epd Film ist Anatolien der „bislang heiterste und zugänglichste Film“ Ceylans, aber auch einer mit mehr Dialogen als je zuvor. Andreas Kilb schrieb in der Frankfurter Allgemeinen Zeitung: „Für diese Augenblicke muss man Ceylans Filme lieben: die Momente, in denen sich die Erzählung von ihrem Anlass löst und zur Expedition in eine Seelenlandschaft wird, in die nur die Größten des Kinos bisher vorgedrungen sind.“ Auch für den taz-Kritiker Simon Rothöhler bestand der Film aus „Aufklärungsumwegen“, die zu Erkenntnissen führen. Die Poetik des „fabelhaft entformatierten Films“ passe in kein Schema, „Formstrenge und freies Formenspiel“ koexistierten „wie lange nicht mehr“. Lange bleibe es rätselhaft, wohin der Regisseur die Geschichte führen will, meinte Rainer Gansera in der Süddeutschen Zeitung. Die Erzählung widersetze sich der Gut-Böse-Logik üblicher Fernsehkrimis, das geschehene Verbrechen bleibe in der Handlung außen vor und erzeuge als Leerstelle einen Sog. Dabei kehre Ceylan die Aufmerksamkeitshierarchie der zentralen und der peripheren Dinge, wie sie in Genrefilmen vorherrsche, um und bahne sich „Wege ins Innere der Empfindungen.“
| Cinema                    | Fesselnde Atmosphäre; erfordert viel Geduld, da extrem langsam erzählt; Querdaumen.                  |
| epd Film                  | Bislang heiterster und zugänglichster Film Ceylans; 4 von 5 Sternen.                                 |
| Frankfurter Allgemeine Z. | Weltkino; Augenblicke, die man lieben muss, die nur die Größten des Kinos beherrschen.               |
| Frankfurter Rundschau     | Belohne das Publikum reich fürs Erzähltempo; visuell gut, meisterhaftes Licht; Momente des Humors.   |
| Süddeutsche Zeitung       | Ein Großer des Autorenkinos; originelle dramaturgische Konstruktion; Einstellungen voller Schönheit. |
| Der Tagesspiegel          | Intensiv.                                                                                            |
| die tageszeitung          | Entsage fabelhaft Genrekonventionen; unschematische Poetik; formstreng und formfrei zugleich.        |
| Die Welt                  | Zum Schauen verführende Bildräume; wunderbare Szenen; leise Komik; umwerfender Erdogan.              |

## Auszeichnungen
- 2011: Großer Preis der Jury der 64. Internationalen Filmfestspiele von Cannes (gemeinsam mit Der Junge mit dem Fahrrad)
- 2011: Asia Pacific Screen Award in den Kategorien Großer Preis der Jury (Zeynep Özbatur), Beste Regie und Beste Kamera, zwei weitere Nominierungen (Bester Film, Bestes Drehbuch)
- 2011: Karlovy Vary International Film Festival: Netpac Award (Nuri Bilge Ceylan)
- 2012: Zwei Nominierungen für den Europäischen Filmpreis (Beste Regie, Beste Kamera)

2016 belegte Once Upon a Time in Anatolia bei einer Umfrage der BBC zu den 100 bedeutendsten Filmen des 21. Jahrhunderts den 54. Platz.

## Medium
- Es war einmal in Anatolien / Once Upon a Time in Anatolia / Il était une fois en Anatolie. DVD von Trigon-Film